# Xanthorhoe vana
Xanthorhoe vana là một loài bướm đêm trong họ Geometridae.